# Xidi Suishidai
Xidi Suishidai (chinesisch 洗涤碎石带 ‚Verwaschenes Schotterband‘) ist eine 7 bis 8 km lange Moräne im ostantarktischen Prinzessin-Elisabeth-Land. In den Grove Mountains liegt sie westlich des Massivs von Mount Harding.
Chinesische Wissenschaftler benannten sie im Jahr 2000.